# Josef Alois Gleich
Josef Alois Gleich (* 14. September 1772 in Wien; † 10. Februar 1841 ebenda) war ein österreichischer Beamter, Theaterdichter und Verfasser von Schauerromanen. Er war ein Zeitgenosse Ferdinand Raimunds, Johann Nestroys, Karl Meisls, Franz Xaver Tolds und Josef Kilian Schickhs.

## Leben
Gleich erhielt seine Schulbildung bei den Piaristen in der Josefstadt (Wien). 1790 bekam er mit 18 Jahren eine Anstellung in der Staatsverwaltung. Hier arbeitete er bis 1830 vierzig Jahre lang im selben Büro. Mit 60 Jahren hier zur Disposition gestellt, übernahm er eine Hofbedienstung.
Während seines Berufslebens schrieb Gleich – sozusagen nebenbei – weit über 100 Romane und ungefähr 250 Theaterstücke. Mit diesem literarischen Schaffen wurde er mit der Zeit ein bedeutender Vertreter des Alt-Wiener Volkstheaters. Gemeinsam mit Adolf Bäuerle und Karl Meisl gehörte Gleich zu den Großen Drei, die erst durch Ferdinand Raimund abgelöst wurden. Dieser wurde durch die Heirat dessen Tochter nicht nur sein Schwiegersohn, Gleich förderte ihn nach allen Kräften und verhalf ihm am Theater zum Durchbruch. 1819 erregte Raimund einen Theaterskandal, da er die Hochzeit mit Gleichs Tochter Louise hatte platzen lassen, die ein Kind von ihm erwartete. Deren Vater setzte alle Hebel in Bewegung, den Bräutigam zu einem neuen Termin zu bewegen. Am 8. April 1820 wurde Raimund zur Heirat gezwungen, das Publikum feierte den ersten gemeinsamen Auftritt des Paares nach der Hochzeit am Leopoldstädter Theater begeistert als Sieg der „Moral“.
Gleich schrieb fast ausschließlich fürs Theater in der Josefstadt und fürs Leopoldstädter Theater. Ein Großteil seines Werkes erschien unter den Pseudonymen Adolph Blum, Ludwig Dellarosa, Alois Kramer oder H. Walden.
Im Alter von 69 Jahren starb Josef Alois Gleich am 10. Februar 1841 hochverschuldet in Wien.
Im Jahr 1960 wurde in Wien-Donaustadt (22. Bezirk) die Gleichgasse nach ihm benannt.

## Werke
- ....... Centilles. Eine Geschichte aus dem spanischen Insurrectionskriege. Seitenstück zum Admiral. Roman.[1]
- ....... Dittmar von Arenstein, oder: Die Rächer in der Todtenhalle. Roman.[2]
- 1796 Fridolin von Eichenfels. Roman. 1796.[3]
- Der schwarze Ritter, oder: Die drei Waisen. Eine Geistergeschichte aus dem 12. Jahrhundert. Roman. Möstl, Krems 1797. (Digitalisat 3. Aufl. 1798)
- Die Todtenfackel oder Die Höhle der Siebenschläfer. Roman. Haas, Wien/Prag 1798. (Digitalisat)
- Der warnende Zaubergürtel oder Das Schauermänchen. Eine Geistergeschichte aus dem 12. Jahrhundert. Wien 1798. (Digitalisat)
- Die Wanderungen des Ritters Eckberts von Klausenthal. Scenen aus der Geister und Vorwelt vom Verfasser des schwarzen Ritters. Roman. Möstl, Krems 1798. (Digitalisat)
- Wendelin von Höllenstein oder die Todengloke. Haas, Wien/Prag 1798. (Digitalisat)
- Wallrab von Schreckenhorn oder Das Totenmahl um Mitternacht. Eine Wundergeschichte aus dem vierzehnten Jahrhunderte. Wien 1799. (Digitalisat)
- Udo der Stählerne oder Die Ruinen von Drudenstein. Wien/Prag 1799. (Digitalisat)
- Die beiden Spencer oder Die Wunder der Totengruft. Nach einer wahren englischen Geschichte aus dem 14ten Jahrhundert frey bearbeitet. Doll, Wien 1800. (Digitalisat)
- Bodo und seine Brüder oder Das Schloß der Geheimniße. Ein Familiengemählde von Ludwig Dellarosa. Möstl, Leipzig 1801. (Digitalisat Band 2)
- Inkle und Yariko. Ein Singspiel in einem Aufzuge. Wallishausser, Wien 1807. (Digitalisat)
- Die Löwenritter. Ein Schauspiel mit Gesang in vier Aufzügen. Nach der Geschichte des Herrn Spieß. Schmidt, Wien 1801 (Digitalisat 1. Theil), (2. Theil), (3. Theil), (4. Theil)
- Der Lohn der Nachwelt. Ein Original-Schauspiel mit Gesang in vier Aufzügen. Wallishausser, Wien 1807. (Digitalisat)
- Kunz von Kauffungen oder der Prinzenraub in Sachsen. Ein Schauspiel mit Gesang in drey Aufzügen nach der wahren Geschichte frey bearbeitet. Wallishausser, Wien 1808. (Digitalisat)
- Unterthanenliebe. Ein Volksstück mit Gesang in drey Aufzügen. 1808. Reprint bei books on demand 2014, ISBN 9785519007375
- Die Musikanten am Hohen Markt. Karnevalsposse mit Gesang. In: Ausgewählte Werke, Band 1. Prochaska, Wien 1910.
- Herr Adam Kratzerl von Kratzerlfeld. Als zweyter und letzter Theil der Musikanten am Hohenmarkt. Eine lokale Posse mit Gesang in drey Aufzügen. Mößle, Wien 1816.
- Doctor Kramperl oder Vier Bräutigame und eine Braut. Posse in 3 Aufzügen. Wallishausser, Wien 1840. (Digitalisat)
- Komische Theaterstücke. Traßler, Brünn 1820. (Digitalisat)
- Die weißen Hüte. Drama.  In: Ausgewählte Werke, Band 1. Prochaska, Wien 1910.
- Der Eheteufel auf Reisen. Lokales Zauberspiel mit Gesang in zwei Aufzügen. Traßler, Brünn 1822.
- Timur der Tatar Chan oder die Cavallerie zu Fuss, Musik: Franz Gläser, Uraufführung am 30. November 1822 am Theater in der Josefstadt.
- Ydor, der Wanderer aus dem Wasserreiche. Scherz- und Zauberspiel mit Gesang in zwey Aufzügen. Musik: Joseph Drechsler[4]. Mausberger, Wien 1822. (Digitalisat)
- Reise-Abenteuer mit dem Eilwagen. komisches Fresko-Gemälde in sechs Skizzen, frei nach dem Französischen. Haas, Wien 1841. (Digitalisat)
- Das Blutmahl um Mitternacht, oder: Das wandernde Gespenst in Wiener Neustadt. Historisch-romantische Erzählung aus den Zeiten Friedrich des Streitbaren, Herzogs von Österreich. Roman. (Digitalisat)
- Die Belagerung Wiens durch die Türken, oder: Graf Rüdiger von Starhembergs Heldenmuth und Tapferkeit. Eine historisch-romantische Erzählung. 2 Theile. Haas, Wien 1838.
- Guido von Sendenstein oder Die Tempelritter in Mödling. Eine Rittergeschichte aus der österreichischen Vorzeit. Haas, Wien 1839.
- Herr Joseph und Frau Baberl. Posse mit Gesang in 3 Aufzügen. Wallishausser, Wien 1840. (Digitalisat)
- Dagobert von Greifenstein, oder: Das Todtengericht um Mitternacht in den unterirdischen Schauerklüften der Burgfeste Theben in Ungarn. Historisch-romantische Erzählung aus dem dreizehnten Jahrhunderte. Haas, Wien 1840. (Digitalisat)
- Markulf der Eisenarm mit dem Riesenschwerte, oder: Der Todtentanz um Mitternacht im Schlosse Engelhaus bei Carlsbad. Nach einer englischen und böhmischen Vorlage bearbeitet von Joseph Alois Gleich, genannt Ludwig Dellarosa. (postum veröffentlichter Roman, möglicherweise eine Fälschung) Dirnböck, Wien 1851. (Digitalisat)

## Werkausgabe
- Ausgewählte Werke, hrsg. von Otto Rommel. Wien 1910